# Peppino Gagliardi (album 1968)
Peppino Gagliardi è il terzo album del cantante italiano Peppino Gagliardi, pubblicato dalla DET nel 1968.

## Tracce
Lato A
1. Tristezza (Chopin) (Tata Giacobetti, Natalino Otto Orchestra: Ezio Leoni)
2. Ogni sera (Gaetano Amendola - Orchestra: Ezio Leoni)
3. Ricordati di me (Gaetano Amendola, Cesare Gigli)
4. Un anno (Gaetano Amendola)
5. Oggi (Gaetano Amendola)
6. Mao Mao (Claude Channes, Cesare Gigli, Gérard Hugé, Gianni Sanjust - Orchestra: Stelvio Cipriani)

Lato B
1. Che vuole questa musica stasera (Gaetano Amendola, Roberto Murolo - Orchestra: Ezio Leoni)
2. Chi l'ha detto che il mondo sta invecchiando? (Ezio Leoni, Silvana Simoni - Orchestra: Ezio Leoni)
3. Se tu (Gaetano Amendola, Ezio Leoni - Orchestra: Ezio Leoni)
4. Ballata per un pistolero (Marcello Giombini, Giuseppe Scoponi - Orchestra: Berto Pisano)[2]
5. I ragazzi del chiaro di luna (Gaetano Amendola, Giorgio Ferrari - Orchestra: Ezio Leoni)
6. Se un giorno (Norman Gimbel, Ralph London, Audrey Stainton Nohra - Orchestra: Gianni Marchetti)